# Evert Zandstra
Evert Zandstra (Lippenhuizen, 25 december 1897 – Wageningen, 2 augustus 1974) was een Nederlands schrijver van Nederlands- en Friestalige romans.
Evert Zandstra was de zoon van Klaas Alberts Zandstra en Doetje Everts Busaan. Zandstra was oorspronkelijk onderwijzer en debuteerde met enkele novellen en toneelstukken in het Fries. Later schreef hij zeemansverhalen, streekromans over Friesland, jongensboeken, toeristische geschriften en een trilogie over de prehistorie: Het snoer en de kralen (1964-1969).

## Werken
- De Friezen van het Flevo-meer (1930)
- Het klotsende meer (1939)
- De vlammende heide (1940)
- De wijde stilte (1941)
- Twaalf mannen van de Vrouwe Jacoba (1942)
- Volk van waterland: roman-cyclus (1942)
- De roep in de nacht (1945)
- De stem van de zee (1946)
- Twaalf mannen van de Vrouwe Jacoba (1946)
- De vogelvriend (1946)
- Allard Morrema (1946)
- Het Princehof (1948)
- Volk zonder uren (1949)
- De terugkeer (1950)
- Het grote appèl (1951)
- Herberg op de oceaan (1952)
- Dans op de oever (1955)
- Het goddeloze veer (1955)
- Het simpele geluk (1957)
- Onbekend Nederland (1959)
- De stroom ruist in de avond (1961)
- Vrijheid, het leven van Domela Nieuwenhuis (1968)
- Lascaux, de dieren en hun mensen (1971)
- Het Snoer en de Kralen (1972), trilogie
- De liefde van Nanda Azinga (1975)